# Casa Baruzzo-Franzoni
La Casa Baruzzo-Franzoni è un edificio situato in via Montia, 6 a Carrara.

## Storia
Il progetto della casa per le due famiglie Baruzzo e Franzoni risulta dalla collaborazione tra Leonardo Ricci ed il giovane architetto carrarino Ezio Bienaimé (non ancora laureato), prima allievo e poi collaboratore di Ricci: è il primo a seguire più da vicino il progetto ed a curare i rapporti con la committenza anche se la casa è profondamente 'ricciana' (Ricci firmerà il progetto e farà un solo sopralluogo in cantiere). Il progetto esecutivo per le due unità immobiliari (comunicanti tra loro) viene approvato dal comune nel 1959 ed i lavori, eseguiti dagli stessi componenti delle due famiglie, avviati subito dopo (la terza unità verrà realizzata successivamente ed a firma del solo Bienaimé): il cantiere si ferma tuttavia a seguito dell'intervento della soprintendenza che impone di diminuire l'altezza dell'edificio.
Le famiglie committenti si installano nella casa nel dicembre del 1961, anche se i lavori verranno completamente terminati soltanto agli inizi del 1963. Come la maggior parte delle case di Ricci (si veda in particolare la casa-studio di Monterinaldi), l'edificio si configura come una sorta di work in progress dove nuovi nuclei possono facilmente ed organicamente inserirsi sulle preesistenze: così nel 1973 viene realizzata l'ala della cucina e poco dopo i due terrazzi del primo piano sono trasformati in ambienti chiusi.

## Descrizione
L'edificio è situato all'estremità occidentale del centro storico, in una zona collinare riccamente alberata, un tempo facente parte del complesso monumentale del giardino e della villa Fabbricotti: è servito dalla via Montia, strada dall'andamento curvilineo a forte pendenza, che costituisce un percorso di notevole valore ambientale.
La casa, articolata in tre diverse unità rappresentanti un unicum, si affaccia a nord verso le Apuane e ad est verso il centro storico: il valore panoramico è stato tuttavia limitato dalla costruzione di due condomini verso valle e verso monte (quest'ultimo progettato dallo stesso Bienaimé).
La casa presenta una planimetria ed una volumetria particolarmente articolate, sviluppate su uno e due piani fuori terra, che si adattano organicamente al profilo altimetrico del terreno. Si compone di tre unità abitative: due comunicanti e formanti un unico edificio (casa Baruzzo e casa Franzoni), la terza isolata. Quest'ultima, percepibile dall'alto come una semplice copertura piana giacché i volumi sono mimetizzati dal dislivello del lotto, ha dimensioni più contenute e pianta quadrata sviluppata su due piani fuori terra (soggiorno e cucina al piano terra, camere al piano superiore), collegati da una scala a chiocciola.
Le due unità Baruzzo e Franzoni, la prima attestata nella porzione settentrionale dell'area e la seconda in quella meridionale, risultano dalla combinazione di una serie di volumi, scanditi da decisi setti murari in bozze di marmo cipollino e caratterizzati dal contrasto materico tra il piano terra e il primo piano (rispettivamente in cipollino ed muratura intonacata con fasce e cordoli in cemento armato faccia a vista). I diversi volumi, articolati a formare un impianto ad "U", sono chiusi verso l'esterno (le poche aperture presenti, come nel caso del fronte nord, sono ridotte a semplici feritoie) e ampiamente finestrati verso gli spazi interni di pertinenza: ovvero i due patii giardino recintati sul lato ovest (su cui affaccia il soggiorno di casa Baruzzo) e sud (casa Franzoni) e l'ampia corte centrale su cui affacciano ambedue le unità. L'accesso alle due residenze è situato, per casa Baruzzo, sul lato nord e per casa Franzoni sul fronte opposto.
L'importanza dell'elemento murario come segno di scansione e riconoscibilità dei singoli spazi è leggibile all'esterno come all'interno, dimostrando in tal modo la completa derivazione dai modello dalla casa wrightiana: così il medesimo rapporto muro in cipollino a faccia vista e campiture intonacate prosegue anche all'interno, divenendo particolarmente suggestivo laddove l'infisso (in legno) si inserisce sul setto murario senza frammentarlo ma enfatizzandone il valore unitario.
Come nelle case di Wright, anche in questo caso i due elementi generatori dello spazio interno sono il camino posto a comunicazione tra le due unità e realizzato in pietra faccia vista e rame, e le scale, con struttura metallica e gradini in legno: elementi leggeri e trasparenti collocati su una corposa pedana di ardesia nera. Ambedue le unità hanno la medesima disposizione dei vani: i soggiorni, ampi e ben illuminati, al piano terra con adiacenti i corpi delle cucine ad un solo piano, posti a delimitare i fronti nord e sud della corte interna, e l'autorimessa; al piano superiore le camere ed i servizi.

## Fortuna critica
Se si esclude il contributo del Giorgieri (1989) che sottolinea l'organicità e la valenza ritmica ed unitaria dei setti murari, in sede critica quest'opera è rimasta ignorata e nelle stesse pubblicazioni su Ricci la si cita esplicitamente.